# Томас Сибиък
Томас Албърт Сибиък (на английски: Thomas Albert Sebeok) е американски семиотик и лингвист. Той разширява полето на семиотиката, така че да включва различни от създаваните от човека сигнални системи за комуникация, въвеждайки зоо- и биосемиотиката.

## Биография
Роден е в Будапеща на 9 ноември 1920 г. Напуска Унгария през 1936 г., за да следва в колежа Магдален на Кеймбриджкия университет. На следващата година емигрира в САЩ, където получава американско гражданство през 1944 г. Бакалавърска степен получава в Чикагския университет през 1941 г., а магистърска (1943) и докторска (1945) в Принстънския университет.
През цялата си научна кариера има участие в конференции и изнася лекции в 33 университета в 17 държави по целия свят.
Главен редактор е на списание Semiotica от 1969 до 2001 г.
Почетен доктор на пет университета – три в Европа, един в САЩ и един в Аржентина. Сред тези почетни звания е и титлата „Почетен доктор на Нов български университет“, присъдена му на 1 април 1996 г. На официалната церемония по удостояването с почетната титла проф. Сибиък произнася академичните лекции „В градината с розите“ и словото „Родството на медицината и семиотиката“.
Умира на 21 декември 2001 г. в Блумингтън, Индиана.

## Избрана библиография
- (в съавторство с Чарлз Осгуд) Psycholinguistics. 1954
- Approaches to Semiotics. 1964
- (ред.) Myth: A Symposium (A Midland Book). Indiana University Press, 1966, 180 p.
- (ред.) Style in Language. The MIT Press, 1966, 488 p.
- Speaking of Apes
- Animal communication: Techniques of study and results of research. Indiana University Press, 1968, 686 p.
- Perspectives in Zoosemiotics. Mouton, 1972
- (ред.) Tell-Tale Sign: a Survey of Semiotics. Prometheus Books, 1975
- Portraits of Linguists. Greenwood Pub Group, 1976
- Contributions to the doctrine of signs (Studies in semiotics). Indiana University Press, 1976, 272 p.
- (ред.) How Animals Communicate. Indiana University Press, 1977, 1128 p.
- (ред.) Perfusion of Signs (Advances in semiotics). Indiana University Press, 1978, 224 p.
- Sight, Sound and Sense (Advances in semiotics). Indiana University Press, 1978, 320 p.
- The Sign & Its Masters. University of Texas Press, 1979, 356 p.
- Speaking of Apes: A Critical Anthology of Two-Way Communication with Man (Topics in Contemporary Semiotics). 1980
- (ред. заедно с Робърт Розентал) Clever Hans Phenomenon: Communication With Horses, Whales, and People (Annals of the New York Academy of Sciences). New York Academy of Sciences, 1981, 312 p.
- The Play of Musement (Advances in Semiotics). Indiana University Press, 1982, 384 p.
- (ред. заедно с Умберто Еко, В. В. Иванов и Моника Ректор) Carnival! (Approaches to Semiotics). De Gruyter Mouton, 1984, 170 p.
- (ред. заедно с Умберто Еко) The Sign of Three: Dupin, Holmes, Peirce (Advances in Semiotics). Indiana University Press, 1988, 256 p.
- A Sign Is Just a Sign (Advances in Semiotics). Indiana University Press, 1991, 190 p.
- American Signatures: Semiotic Inquiry and Method (Oklahoma Project for Discourse and Theory). University of Oklahoma Press, 1992, 272 p.
- Essays in Semiotics I: Life Signs. 2000
- Essays in Semiotics II: Culture Signs
- (в съавторство с Марсел Данеси) The Forms of Meaning: Modeling Systems Theory and Semiotic Analysis (Approaches to Applied Semiotics). De Gruyter Mouton, 2000, 280 p.
- Global Semiotics. Indiana University Press, 2001, 272 p.
- Signs. An Introduction to Semiotics
- Semiotics in the United States. Indiana University Press, 1991, 184 p.

На български език
- Семиотиката в САЩ, Превод от английски Албена Харалампиева, Александра Багашева. София: Наука и изкуство и Нов български университет, 1997, 216 с. ISBN 954-02-0219-1